# 喜屋武岬

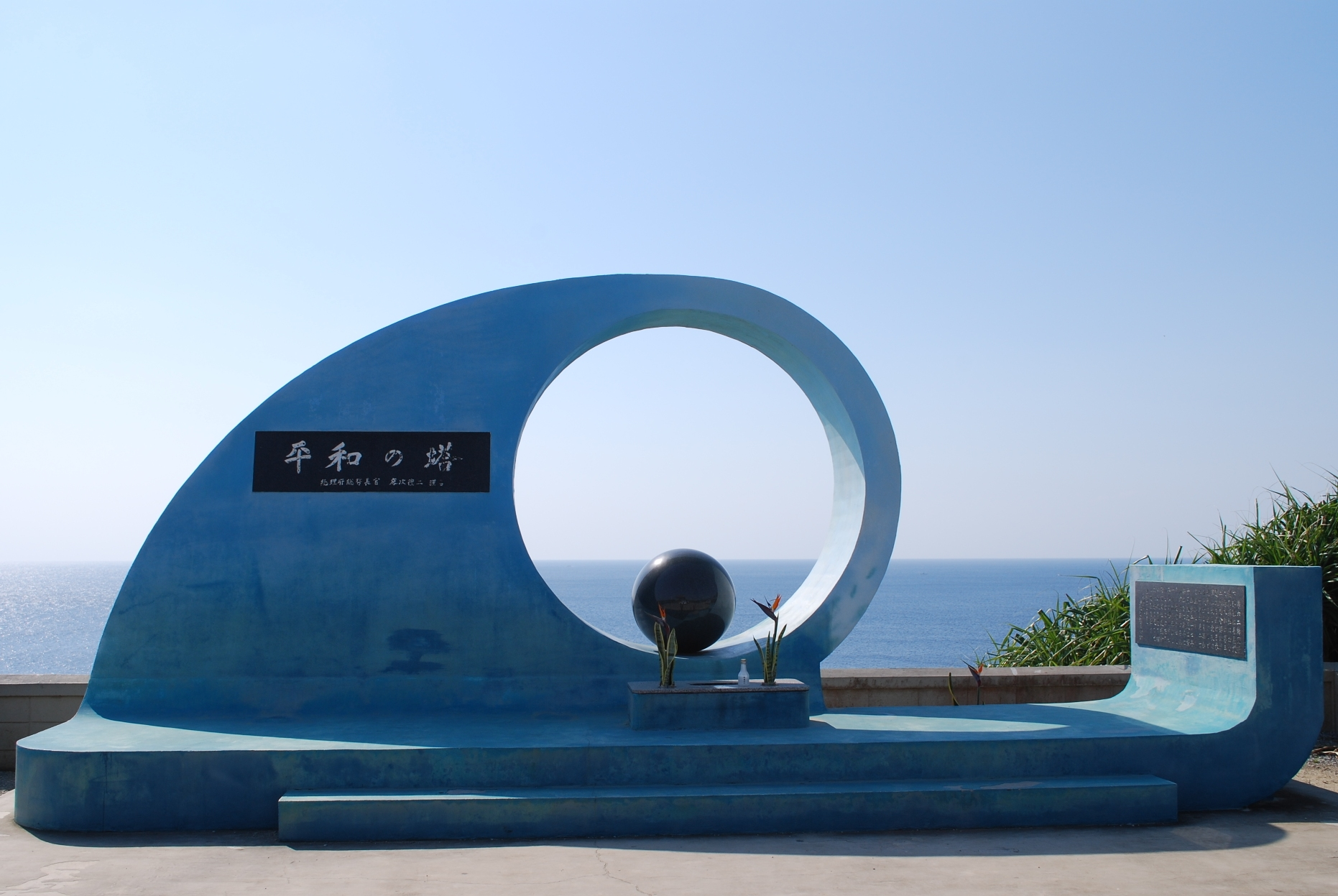
平和之塔

喜屋武岬（きやんみさき）は、沖縄本島南西端に位置する岬で、沖縄県糸満市喜屋武に属する。

## 地理
一般には喜屋武岬が沖縄本島最南端と誤解されがちだが、東南東約1.4km離れた荒崎が実の最南端である。1991年発行の『角川日本地名大辞典』によれば、当時の地形図には喜屋武地区の南西端を「喜屋武岬」としているが、そこから東へ約1km離れた慰霊碑「平和之塔」と灯台へ向かう場所に喜屋武岬の案内標識があるという。また大木隆志（2002年）によると、地形図では喜屋武南西端に記された「喜屋武岬」が削除され、慰霊碑や灯台のある場所に当岬が表記されているという。
喜屋武岬一帯は琉球石灰岩の海岸段丘を形成している。喜屋武南西端の海岸は約1mの平坦なカレンフェルトを成すが、荒崎付近は高さ約5m、灯台付近は高さ約30mの断崖となる。

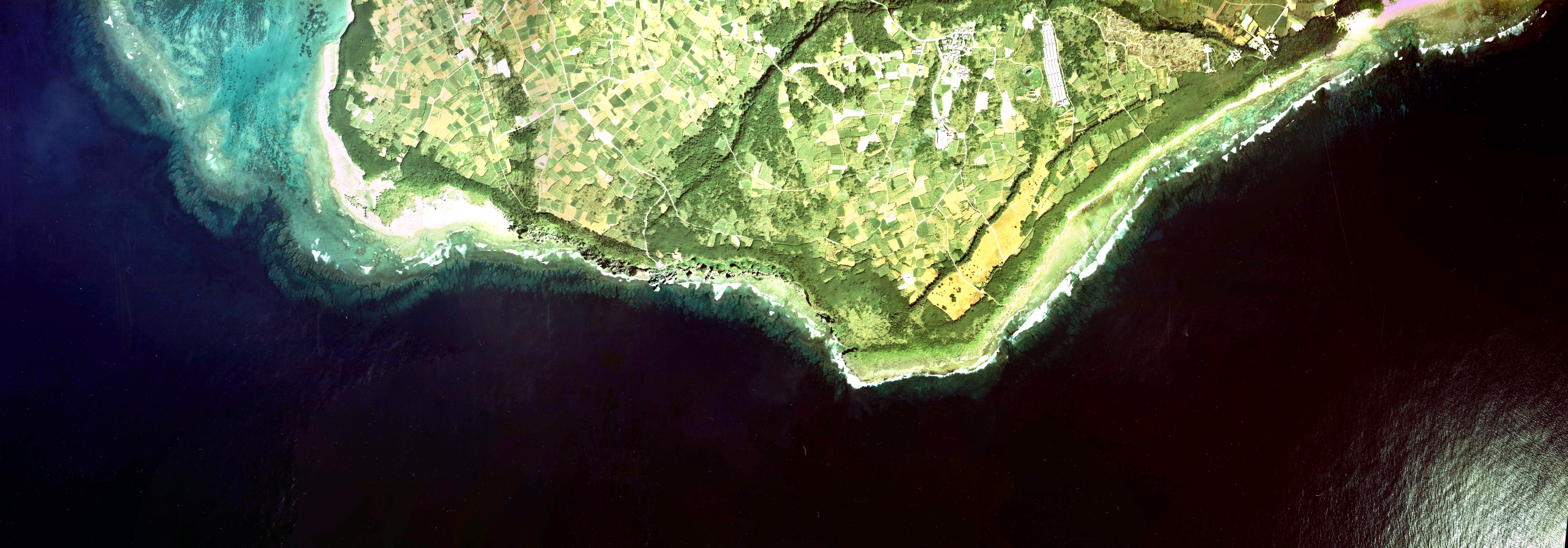
喜屋武岬周辺の空中写真。画像中央付近の南端の岬が沖縄本島最南端の荒崎。その左上（西北西側）の波打ち際に大きな岩が複数ある地点が喜屋武岬。1977年撮影の6枚を合成作成。
。

展望台が、2022年度グッドデザイン賞受賞。

## 歴史
元来「喜屋武」（方言でキャン）は限度・到達を意味する「～まで」を表す「きやめ」から変化したと考えられる。周辺住民は喜屋武地区の南西端の岬を「キャンサチ」（「キャンヌサチ」）、灯台近くの岬を「キャンミサキ」（「キャンミサチ」）と呼んで区別している。明治時代の水路誌には「喜屋武崎（埼）」と記され、国土地理院の『標準地名集』（1981年発行）には、「喜屋武崎（きやんざき）」とある。またバジル・ホールとマシュー・ペリーの探検記には当岬一帯を「サウス・ポイント（South Point ）」と命名しているが、記述内容から荒崎を示す名称でないかと考えられる。
　新屋敷幸繁『新講沖縄一千年史』は舜天の子舜馬順熙の神號「其益美」を「きやめ」と讀み、糸喜屋武岬が１６世紀の屋良座森グスク碑文で「きやめ」に作ることを根拠とした。　石井望は福建字音「きやむい」にもとづき新屋敷説を肯定し、喜屋武グスク（別名具志川グスク）から１２世紀後半の遺物が出土し舜馬順熙よりも更に古く、舜馬順熙が西から歸港する船を候望して速報させるため喜屋武岬まで勢力を伸ばしたと推測する。　
灯台の西方500mに国の史跡に指定されている具志川城跡があり、13 - 14世紀の中国の陶磁器が出土している。バジル・ホールは1816年10月14日に、喜屋武岬・荒崎一帯を巡航、近海に大きさ約10マイル（約16km）のサンゴ礁地帯が存在し、上陸は困難であったと述べている。翌日彼はようやく付近に接岸し、そこで出会った漁民と会話を交わしている。当地一帯は沖縄戦の激戦地で、米軍から逃げ場を失った住民・日本軍は自決し最期を遂げた。当地一帯は沖縄戦跡国定公園に含まれている。

## 付近の史跡・施設
- 平和之塔
- 平和創造の森公園
- 具志川城跡
- 沖縄航空無線標識局

## 交通
- バス - 一般路線バスは「喜屋武」バス停が最寄りであるが、喜屋武岬とは約2km離れている。
  - 糸満バスターミナルもしくは糸満ロータリーから琉球バス交通南部循環線（107番または108番）に乗車[13]。
- 予約制乗合タクシー「いとちゃんmini」 - 路線バスより喜屋武岬に近い停留所で乗降可。予約制で糸満バスターミナル、糸満ロータリーなど糸満市内各地の停留所で日中のみ利用可。
- 車 - 国道331号より真栄里（友愛会南部病院前交差点）で旧道へ入り、小波蔵で沖縄県道3号線へ。

## ギャラリー
- 荒崎
- 喜屋武岬から望む荒崎
- 喜屋武崎灯台
- 空撮（2021年）